# Championnats de France de triathlon longue distance 2024
Navigation
Édition précédente Édition suivante
Les championnats de France de triathlon longue distance 2024 se déroulent à Vichy dans l'Allier, le jeudi 8 juin 2024.

## Résultats
Les tableaux présentent le « Top 10 » des championnats hommes et femmes.
| Place              | Triathlète        | Temps           |
| ------------------ | ----------------- | --------------- |
| Médaille d'or      | Kevin Rundstadler | 4 h 4 min 23 s  |
| Médaille d'argent  | Julien Hagen      | 4 h 5 min 41 s  |
| Médaille de bronze | Valentin Rouvier  | 4 h 7 min 4 s   |
| 4                  | Clément Grandy    | 4 h 9 min 2 s   |
| 5                  | Vincent Clavel    | 4 h 9 min 56 s  |
| 6                  | Mattéo Bringer    | 4 h 10 min 23 s |
| 7                  | Esteban Bringer   | 4 h 11 min 28 s |
| 8                  | Cenzino Lebot     | 4 h 12 min 52 s |
| 9                  | Pierre Stieremans | 4 h 12 min 59 s |
| 10                 | Antoine Muller    | 4 h 13 min 19 s |

| Place              | Triathlète             | Temps           |
| ------------------ | ---------------------- | --------------- |
| Médaille d'or      | Charlène Clavel        | 4 h 30 min 7 s  |
| Médaille d'argent  | Charlotte Faivre       | 4 h 39 min 44 s |
| Médaille de bronze | Jeanne Collonge        | 4 h 43 min 17 s |
| 4                  | Léna Vaillier-François | 4 h 50 min 34 s |
| 5                  | Anaïs Robin            | 4 h 53 min 11 s |
| 6                  | Lucie Jolivet          | 4 h 54 min 40 s |
| 7                  | Marie Peytaud          | 4 h 56 min 53 s |
| 8                  | Héloïse Bottin         | 4 h 58 min 27 s |
| 9                  | Juliette Lucet         | 5 h 6 min 14 s  |
| 10                 | Marie Chipier          | 5 h 6 min 41 s  |